# Jan Józef Szczepański
Jan Józef Szczepański (* 12. Januar 1919 in Warschau; † 20. Februar 2003 in Krakau) war ein polnischer Schriftsteller. Er war Vorsitzender des Verbandes der Polnischen Literaten, der während des Kriegsrechts aufgelöst wurde, und in dieser Eigenschaft Teilnehmer am Runden Tisch, mit dem 1989 der demokratische Umbruch Polens eingeleitet wurde. Nach dem Runden Tisch wurde der Verband der Polnischen Schriftsteller ins Leben gerufen, und Szczepanski war ein Jahr lang sein Vorsitzender und danach – bis zu seinem Tode 2003 – Ehrenvorsitzender.
Szczepański verfasste Romane, Essays und Drehbücher und war auch als Übersetzer tätig.

## Werke (Auswahl)
- Ikarus (Ikar, 1966)
- Die Insel (Wyspa, 1968), aus dem Polnischen von Klaus Staemmler 1980
- Der polnische Herbst. Roman, aus dem Polnischen von Klaus Staemmler, 1983